# Michael Craze
Michael Craze (ur. 29 listopada 1942 w Newquay; zm. 8 grudnia 1998 w Surrey) – angielski aktor, znany przede wszystkim z roli Bena Jacksona w brytyjskim serialu science-fiction Doktor Who. 
Był mężem Edwiny Craze, prezenterki telewizyjnej, a wcześniej menadżerki, którą spotkał podczas planu zdjęciowego w Doktorze Who. Wraz z nią mają syna, Bena Craze. Jego brat, Peter Craze również jest aktorem.

## Życiorys
W dzieciństwie należał do skautów. W wieku dwunastu lat odkrył, że ma doskonały głos sopranowy, dzięki temu jeszcze jako nieletni pracował w teatrze muzycznym. Pracę w telewizji po ukończeniu szkoły uzyskał dzięki pośrednictwu swojego przyjaciela.
W 1966 roku Michael Craze dostał rolę nowego towarzysza Doktora, Bena Jacksona w brytyjskim serialu science-fiction Doktor Who, produkcji BBC. Podczas castingu konkurował m.in. z Frazerem Hinesem, który jeszcze w tym samym roku również zdobył rolę towarzysza w tym serialu. Po roku wcielania się w postać aktor odszedł od obsady serialu, z powodu uznania przez ówczesnych producentów, że jego postać się nie sprawdza.
Aktor od końca lat 50. do połowy lat 70. XX w. zagrał gościnnie w ponad 20. serialach telewizyjnych, w tym m.in. Journey to the Unknown, Sat'day While Sunday oraz Z-Cars. Czterokrotnie wracał do serialu Dixon of Dock Green oraz trzykrotnie do serialu Z Cars. Za każdym razem grał inną postać. W latach 70. aktor wystąpił także w dwóch filmowych horrorach reżysera Normana J. Warrena: Satan's Slave (1976) oraz Terror (1978).
W latach 80. aktor mało udzielał się medialnie. Powodem tego było zarządzanie pubem. Ostatnią jego rolą, była rola w filmie krótkometrażowym, The Patient.
Michael Craze zmarł na atak serca 8 grudnia 1998 roku.

## Filmografia[5]

### Seriale
| Rok                    | Nazwa serialu           | Rola                          | Uwagi                                   |
| ---------------------- | ----------------------- | ----------------------------- | --------------------------------------- |
| 1958                   | Armchair Theatre        | chłopak w centrum szczepienia | odc. "The Pillars of Midnight"          |
| 1959                   | Sunday's Child          | chłopak                       | odc. "The Star"                         |
| 1960                   | Target Luna             | Geoffrey Wedgwood             | 6 odcinków                              |
| 1962, 1964, 1965, 1966 | Dixon of Dock Green     | różne role                    | 4 odcinki                               |
| 1965                   | Cluff                   | Eric Liddler                  | odc. "The Dictator"                     |
| 1965                   | Ways with Words         | żołnierz                      | odc. "Fighting"                         |
| 1966                   | Gideon's Way            | Vince Kelly                   | odc. "Boy with a Gun"                   |
| 1966                   | No Hiding Place         | Tom Conner                    | odc. "A Bottle Full of Sixpences"       |
| 1966                   | The Wednesday Play      | Ernst                         | odc. "A Piece of Resistance"            |
| 1966 - 1967            | Doktor Who (Doctor Who) | Ben Jackson                   | 36 odcinków (9 historii)                |
| 1967                   | Send Foster             | Archie King                   | odc. "Off the Record"                   |
| 1967                   | Sat'day While Sunday    | Roger                         | 2 odcinki (1 historia)                  |
| 1969                   | Journey to the Unknown  | Fred                          | odc. "The Last Visitor"                 |
| 1969                   | Detective               | Charles Knottage              | odc. "Mr. Guppy's Tale"                 |
| 1970                   | Ivanhoe                 | Thomas                        | miniserial; 3 odcinki                   |
| 1970                   | The Doctors             | Charlie                       | 1 odcinek                               |
| 1970                   | Sentimental Education   | Agitator                      | miniserial; 1 odcinek A Start to Loving |
| 1970                   | A Family at War         | kapral                        | odc. "Hope Against Hope"                |
| 1970, 1971, 1977       | Z Cars                  | różne role                    | 3 odcinki                               |
| 1971                   | Bel Ami                 | Max                           | odc. "Georges"                          |
| 1971                   | Rules, Rules, Rules     | żeglarz                       | odc. "Rules and the Generation Gap"     |
| 1972                   | Holly                   | reporter                      | 1 odcinek                               |
| 1972                   | The Pathfinders         | sierżant Tom Searle           | odc. "Fog"                              |
| 1973                   | Ooh La La!              | Gontran                       | odc. "A-Hunting We Will Go"             |
| 1973                   | Two Women               | Brytyjski Oficer Marynarki    | 1 odcinek                               |
| 1974                   | Crown Court             | Nick Pollitson                | odc. "Do Your Worst: Part 1"            |
| 1974                   | Intimate Strangers      | Steve                         | 2 odcinki                               |
| 1986                   | The December Rose       | Gentleman                     | odc. "The Last Birthday"                |
| 1987                   | The Diary of Anne Frank | inżynier telefoniczny         | 1 odcinek                               |

### Filmy
| Rok  | Nazwa filmu                   | Rola       | Uwagi                    |
| ---- | ----------------------------- | ---------- | ------------------------ |
| 1958 | Blow Your Own Trumpet         | Bert       | niewymieniony w czołówce |
| 1961 | Spare the Rod'                | nauczyciel |                          |
| 1963 | Two Left Feet                 | Ronnie     |                          |
| 1965 | Fragment                      |            | krótkometrażowy          |
| 1967 | Fantasy: A Long Spoon         |            | krótkometrażowy          |
| 1972 | Neither the Sea Nor the Sand  | Collie     |                          |
| 1974 | W kręgu szaleństwa (Madhouse) | reporter   | niewymieniony w czołówce |
| 1976 | Satan's Slave                 | John       |                          |
| 1978 | Terror                        | Gary       |                          |
| 1994 | The Patient                   |            | krótkometrażowy          |